# Американське товариство систематиків рослин
Американське товариство систематиків рослин (англ. American Society of Plant Taxonomists, ASPT) — ботанічне товариство, створене у 1935 році для «сприяння освіті та дослідженням у галузі систематики рослин, особливо галузі досліджень, які впливають на таксономію та гербарії», відповідно до його статуту. ASPT зареєстровано у штаті Вайомінг, а офіс знаходиться на факультеті ботаніки Університету Вайомінгу.
ASPT видає щоквартальний ботанічний журнал Systematic Botany та нерегулярну серію Systematic Botany Monographs. Товариство присуджує щорічні премії за досягнення в ботаніці: нагороду Ейси Грея за «видатні досягнення, пов’язані з цілями Товариства», а також нагороду Пітера Рейвена ботаніку, який «доклав виняткових зусиль, щоб охопити людей, які не є науковцями».

## Нагорода Ейси Грея
- 2021: Елізабет Келлоґ (англ. Elizabeth Kellogg)
- 2020: Джефф Дойл (англ. Jeff Doyle)
- 2019: Люсінда МакДейд[en]
- 2018: Вікі Фанк[en]
- 2017: Майкл Доног'ю[en]
- 2016: Пітер Ф. Стівенс
- 2015: Воррен Ламберт Вагнер[en]
- 2014: Алан Сміт (англ. Alan Smith)
- 2013: Брюс Болдвін (англ. Bruce Baldwin)
- 2012: Ноель та Патрісія Голмгрен
- 2011: Волтер Стівен Джадд[en]
- 2010: Гарольд Ернест Робінсон
- 2009: Алан Грем (англ. Alan Graham)
- 2008: Вільям Р. Андерсон (англ. William R. Anderson)
- 2007: Скотт Алан Морі[en]
- 2006: Дуглас Е. Солтіс[en] and Памела С. Солтіс[en]
- 2005: Грейді Вебстер[en]
- 2004: Джон Бімен (англ. John Beaman)
- 2003: Беріл Б. Сімпсон[en]
- 2002: Наталі Вітфорд Ул[en]
- 2001: Роберт Фолгер Торн[en]
- 2000: Вільям Т. Стерн[en]
- 1999: Тод Стюссі (англ. Tod Stuessey)
- 1998: Ґілліан Пранс
- 1997: Деніел Дж. Кроуфорд (англ. Daniel J. Crawford)
- 1996: Пітер Рейвен[en]
- 1995: Єжи Жедовський
- 1994: Г'ю Ілтіс
- 1993: Шервін Карлквіст[en]
- 1992: Альберт Чарльз Сміт
- 1991: Біллі Л. Тернер (англ. Billie L. Turner)
- 1990: Воррен Г. Ваґнер (англ. Warren H. Wagner)
- 1989: Руперт Чарлз Барнебі
- 1988: Чарлз Бікслер Гайзер[en]
- 1987: Рід К. Роллінз[en]
- 1986: Лінкольн Констанс[en]
- 1985: Артур Кронквіст
- 1984: Роджерс МакВо[en]

## Нагорода Пітера Рейвена
- 2021: Таніша Вільямс[en]
- 2020: Сьюзан Пелл (англ. Susan Pell)
- 2019: Лена Струве (англ. Lena Struwe)
- 2018: Кріс Мартін (англ. Chris Martine)
- 2017: Ганс Волтер Лак (англ. Hans Walter Lack)
- 2016: Лінн Г. Кларк[en]
- 2015: Джон Вірсема (англ. John Weirsema)
- 2014: Кен Кемерон (англ. Ken Cameron)
- 2013
- 2012
- 2011: Роббін С. Моран(англ. Robbin C. Moran)
- 2010: Барні Ліпскомб (англ. Barney Lipscomb)
- 2009: Сандра Кнапп
- 2008: В. Гарді Ешбо (англ. W. Hardy Eshbaugh)
- 2007: Джон Т. Мікель(англ. John T. Mickel)
- 2006: Арт Крукеберг (англ. Art Kruckeberg)
- 2005: Алан В. Міроу (англ. Alan W. Meerow)
- 2004: Девід Дж. Мабберлі (англ. David J. Mabberley)
- 2003: Фредерік В. Кейс (англ. Frederick W. Case)
- 2002: Чарлз Бікслер Гайзер[en]
- 2001: Річард К. Гарріс (англ. Richard C. Harris)
- 2000: Пітер Рейвен[en]